# 依田駅 (長野県)
依田駅（よだえき）は、かつて長野県小県郡丸子町（現在の上田市）にあった上田丸子電鉄西丸子線の駅（廃駅）である。

## 概要
小県郡依田村（→丸子町）大字依田の北西地域原地籍の南部、南原集落にあった。駅は一面ホームがあるだけの無人駅であった。
駅の廃止後バス停留所となっているが継承したバスは集落名を取り「南原停留所」と改称している。

## 歴史
- 1926年（大正15年）8月12日：上田温泉電軌依田窪線の駅として開業。
- 1939年（昭和14年）8月30日：上田電鉄に社名変更。地方鉄道となり西丸子線と改称。
- 1943年（昭和18年）10月21日：上田電鉄と丸子鉄道が合併して上田丸子電鉄が発足。上田丸子電鉄の西丸子線の駅となる。
- 1961年（昭和36年）6月29日：同月25日の梅雨前線豪雨被害（三六災害）により休止となる。
- 1963年（昭和38年）11月1日：西丸子線廃止にともない廃駅となる。

## 二ツ木トンネルについて
当線最大の難工事が二ツ木トンネルである。馬場駅と当駅との間にそびえる二ツ木峠を貫くトンネルは、上田温泉電気軌道が手掛けた最初のトンネル工事であるが、トンネル工事技術の発達していなかった時代の工事であり、その事が上田市と丸子町を結ぶ路線としての工事を先に進めたために開通が遅れ、結果意味をなさなくなった遠因になっている。
二ツ木トンネルを抜けると上り方面からは塩田平の田園風景が目前にせまり沿線の名物に数えられていた。ちなみにトンネルは完成時手掘りで掘った所を石で組んだ形であったが四十雀＝始終カラ(空)電車と揶揄されるほどの赤字路線であったため補強する予算が組めず、1961年6月25日の梅雨前線豪雨（三六災害）による崩落を招いた。結果1961年6月29日の運行休止（事実上の廃止）に至っている。
二ツ木トンネルは廃止後、道路トンネルに改修されることなく1970年代まで放置された。その後、前駅跡側が工業団地として造成されることとなったために埋められ跡形もない。現在は存在した事を示すものは二ツ木隧道の碑のみである。

## 隣の駅
上田丸子電鉄
西丸子線
馬場駅 - 依田駅 - 御岳堂駅